# Partido Patagones
Patagones ist ein Partido im Süden der Provinz Buenos Aires in Argentinien. Laut einer Schätzung von 2019 hat der Partido 31.856 Einwohner auf 13.600 km². Der Verwaltungssitz ist die Stadt Carmen de Patagones. Die Landwirtschaft ist die dominante Wirtschaftsform.

## Orte
Patagones ist in 7 Ortschaften und Städte, sogenannte Localidades, unterteilt.
- Carmen de Patagones (Verwaltungssitz)
- Villalonga
- Stroeder
- Bahía San Blas
- Juan A. Pradere
- Cardenal Cagliero
- José B. Casas